# Huahine (Polynésie française)
Pour les articles homonymes, voir Huahine.
Huahine est une commune de la Polynésie française composée des huit communes associées de l'île de Huahine dans les îles Sous-le-Vent (archipel de la Société). Le chef-lieu de la commune est Fare.

## Géographie

Carte topographique de la commune de Huahine.

Huahine est composée de deux îles reliées par un pont :
- Huahine Nui (la grande) où se trouvent les communes associées de Fare, Maeva, Faie, Fitii
- Huahine Iti (la petite) avec les communes associées de Maroe, Haapu, Parea, Tefarerii.

En 2017 on y recensait 6 075 habitants, répartis dans les huit sous-communes de la façon suivante :
- Faie : 387 habitants
- Fare : 1 562 habitants
- Fitii : 1 049 habitants
- Haapu : 637 habitants
- Maeva : 934 habitants
- Maroe : 576 habitants
- Parea : 492 habitants
- Tefarerii : 438 habitants

## Histoire
La commune de Huahine a été créée au début des années 1970, comme la plupart des communes de Polynésie française.
En novembre 2008, le maire de Huahine, Félix Faatau, la représentante Annick Afo-Oopa et le sénateur Richard Tuheiava se rendent à Pierrefonds dans l'Oise, pour commémorer le séjour de Pouvanaa Oopa (né à Huahine en 1897) dans cette commune ; un jumelage Pierrefonds-Huahine est projeté.

## Démographie
L'évolution du nombre d'habitants est connue à travers les recensements de la population effectués dans la commune depuis 1971. À partir de 2006, les populations légales des communes sont publiées annuellement par l'Insee, mais la loi relative à la démocratie de proximité du 27 février 2002 a, dans ses articles consacrés au recensement de la population, instauré des recensements de la population tous les cinq ans en Nouvelle-Calédonie, en Polynésie française, à Mayotte et dans les îles Wallis-et-Futuna, ce qui n’était pas le cas auparavant. Pour la commune, le premier recensement exhaustif entrant dans le cadre du nouveau dispositif a été réalisé en 2002, les précédents recensements ont eu lieu en 1996, 1988, 1983, 1977 et 1971.
En 2017, la commune comptait 6 075 habitants, en diminution de 3,77 % par rapport à 2012
| 1971  | 1977  | 1983  | 1988  | 1996  | 2002  | 2007  | 2012  | 2017  |
| ----- | ----- | ----- | ----- | ----- | ----- | ----- | ----- | ----- |
| 2 856 | 3 140 | 3 877 | 4 479 | 5 411 | 5 764 | 5 999 | 6 313 | 6 075 |

| 2022  | - | - | - | - | - | - | - | - |
| ----- | - | - | - | - | - | - | - | - |
| 6 263 | - | - | - | - | - | - | - | - |

## Administration

### Liste des maires
| Période                                  | Période       | Identité                | Étiquette                                  | Qualité            |
| ---------------------------------------- | ------------- | ----------------------- | ------------------------------------------ | ------------------ |
| 1972                                     | 1977          | Pita Oopa               | RDPT puis Here ai'a                        | 1er maire          |
| 1977                                     | 1978          | Adolphe Bohl            | Here ai'a                                  |                    |
| 1978                                     | Maire en 1988 | Vane Temauri            | Tahoeraa huiraatira puis Te Tiarama        | Réélu en 1983      |
| Les données manquantes sont à compléter. |               |                         |                                            |                    |
| 1995                                     | novembre 2000 | Delano Flohr            |                                            | Instituteur        |
| janvier 2001                             | mars 2001     | Félix Faatau dit Tihoni | Tahoeraa huiraatira                        | Retraité           |
| mars 2001                                | mars 2008     | Marcelin Lisan dit Titi | O Porinetia to tatou ai'a                  | Gérant de sociétés |
| mars 2008                                | mars 2014     | Félix Faatau dit Tihoni | Tahoeraa huiraatira puis Tapura huiraatira | Retraité           |
| mars 2014                                | en cours      | Marcelin Lisan dit Titi | Tahoeraa huiraatira puis Tapura huiraatira | Gérant de sociétés |
| Les données manquantes sont à compléter. |               |                         |                                            |                    |